# Pueblo italiano
El pueblo italiano conforma un grupo étnico de la Europa meridional y latina, originario de la península itálica y diseminado por otras partes del continente europeo y América.[cita requerida] Después de la constitución moderna de un propio Estado nacional unificado, el Reino de Italia (1861), la locución ha pasado a designar, además de a todos los ciudadanos italianos, también a los extranjeros naturalizados que han adoptado el estilo de vida, el idioma, la cultura y los valores propios de la población autóctona. Su idioma es el italiano, lengua materna del 95 % de la población residente, hablado a menudo conjuntamente con uno de sus numerosos dialectos o, afuera del centro de Italia, junto con uno de los varios idiomas regionales autóctonos, y su religión mayoritaria es la católica, siendo su país sede de la Iglesia católica.

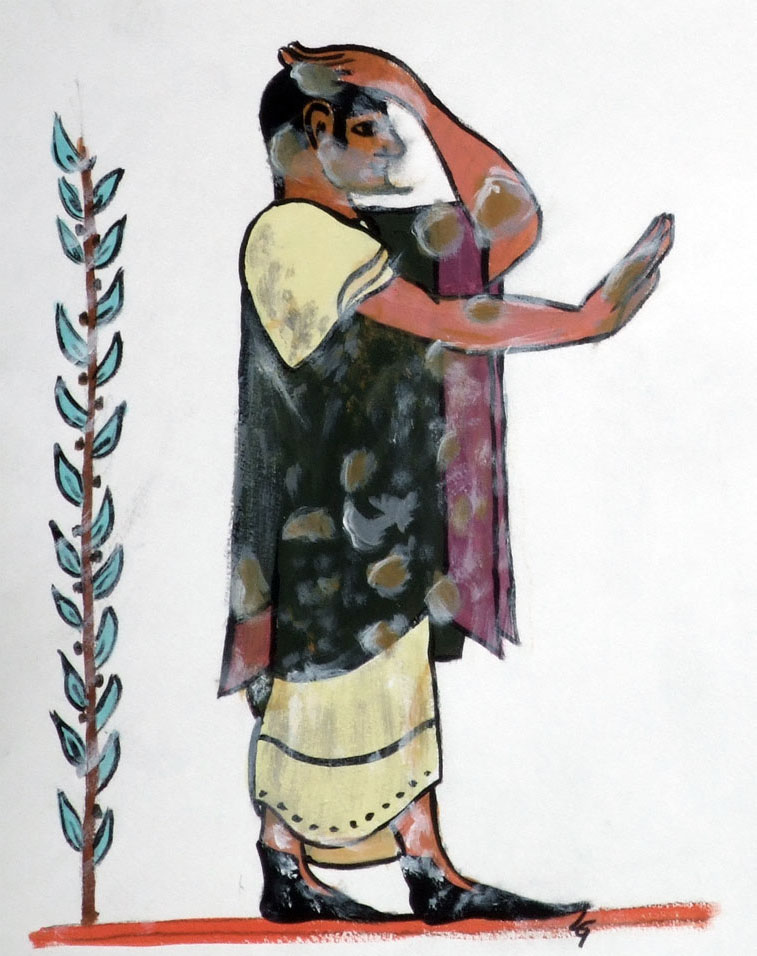
Pintura etrusca que representa a un nativo de Etruria (la antigua Toscana).

Estrechamente vinculados a la nación italiana son los naturales de San Marino, de etnia, lengua y cultura italianas, y las comunidades históricas de etnia italiana, reconocidas oficialmente como tales, presentes en el sur de Suiza (en la que es conocida como Suiza italiana, comprende todo el Cantón del Tesino y partes del Cantón de los Grisones), Croacia y Eslovenia (en Suiza el italiano también es una de las tres lenguas oficiales del Estado, en Croacia es cooficial en la región del Condado de Istria y en Eslovenia en la región del Litoral esloveno). Por lo que se refiere al gran número de descendientes de italianos esparcidos por el mundo se tiende a considerar italianos a todos aquellos que han conservado la cultura, las tradiciones, la religión y, sobre todo, la lengua de sus antepasados. Las colonias de oriundos italianos más consistentes se encuentran en América, también en Australia y Europa y, en menor medida, en África y Asia.
Italia fue, durante la Antigüedad, la cuna de la civilización romana, que sigue hermanando en la actualidad la población italiana con todas las naciones de expresión neolatina (cuyos idiomas se conocen también como lenguas itálicas) y herederas de Roma antigua, cuyo Imperio representó, junto con la democracia ateniense, el punto culminante de la civilización occidental antigua. Roma logró unificar Italia durante varios siglos, pero tras la caída del Imperio romano de Occidente, los italianos, como otros pueblos europeos, tuvieron que sufrir una larga serie de invasiones y dominaciones extranjeras.
A pesar de una historia tan atormentada, supieron sin embargo desarrollar, a partir del año 1000, una civilización urbana refinada y próspera, basada en el comercio, que alcanzó su apogeo en el siglo XIII (momento en el que destacan las Repúblicas marítimas italianas, como las de Amalfi, Génova, Pisa y Venecia) confluyendo, en el siglo XIV, en otra civilización autóctona en formación conocida como Renacimiento (o sea renacimiento de la Antigüedad clásica). El Renacimiento, a su vez, produjo el Manierismo, movimiento artístico determinante para el nacimiento del Barroco, que tuvo origen en la ciudad de Roma durante la última década del siglo XVI. Todas esas civilizaciones y movimientos nacidos en Italia se internacionalizaron, dando un fuerte impulso al desarrollo cultural y material del mundo occidental.
Los altos niveles económico y cultural del pueblo italiano, que se prolongaron hasta las primeras décadas del siglo XVII, fue pero acompañado por una debilidad política y militar crónicas, originadas por la fragmentación de su tierra de origen en varios Estados (a veces estructurados también como ciudades-Estado), sobre los cuales ejercieron directa o indirectamente su dominio político, durante períodos más o menos largos y según modalidades distintas, muchas de las potencias que se sucedieron en el escenario europeo, como el Imperio bizantino, el Sacro Imperio Romano Germánico, el Imperio español, el 
Primer Imperio francés y el de Austria. Solo un reducido grupo de Estados italianos lograron mantenerse siempre, o casi siempre, independientes: Venecia y Génova con sus respectivas repúblicas, el Ducado de Saboya, que durante el siglo XVIII se convirtió en Reino de Cerdeña, y el Estado Pontificio.
Siguiendo el destino de otros pueblos, como el alemán, el griego, y de gran parte de las etnias asentadas en la Europa oriental, el pueblo italiano pudo constituir un Estado nacional propio unificado, como ya hemos indicado, solo durante el siglo XIX, gracias a una serie de guerras de liberación y de unificación política pasadas a la historia con el nombre de Risorgimento (literalmente: «resurgimiento»).

## Origen y formación

### Edad Antigua

Los idiomas de la península italiana, de las islas y de África septentrional en el Las lenguas no indoeuropeas en púrpura. Poblaciones como los etruscos, los ligures, los raeti, los rútulos, los balaros, los ilienses, los sicanos y los élimos, no hablaban una lengua indoeuropea.

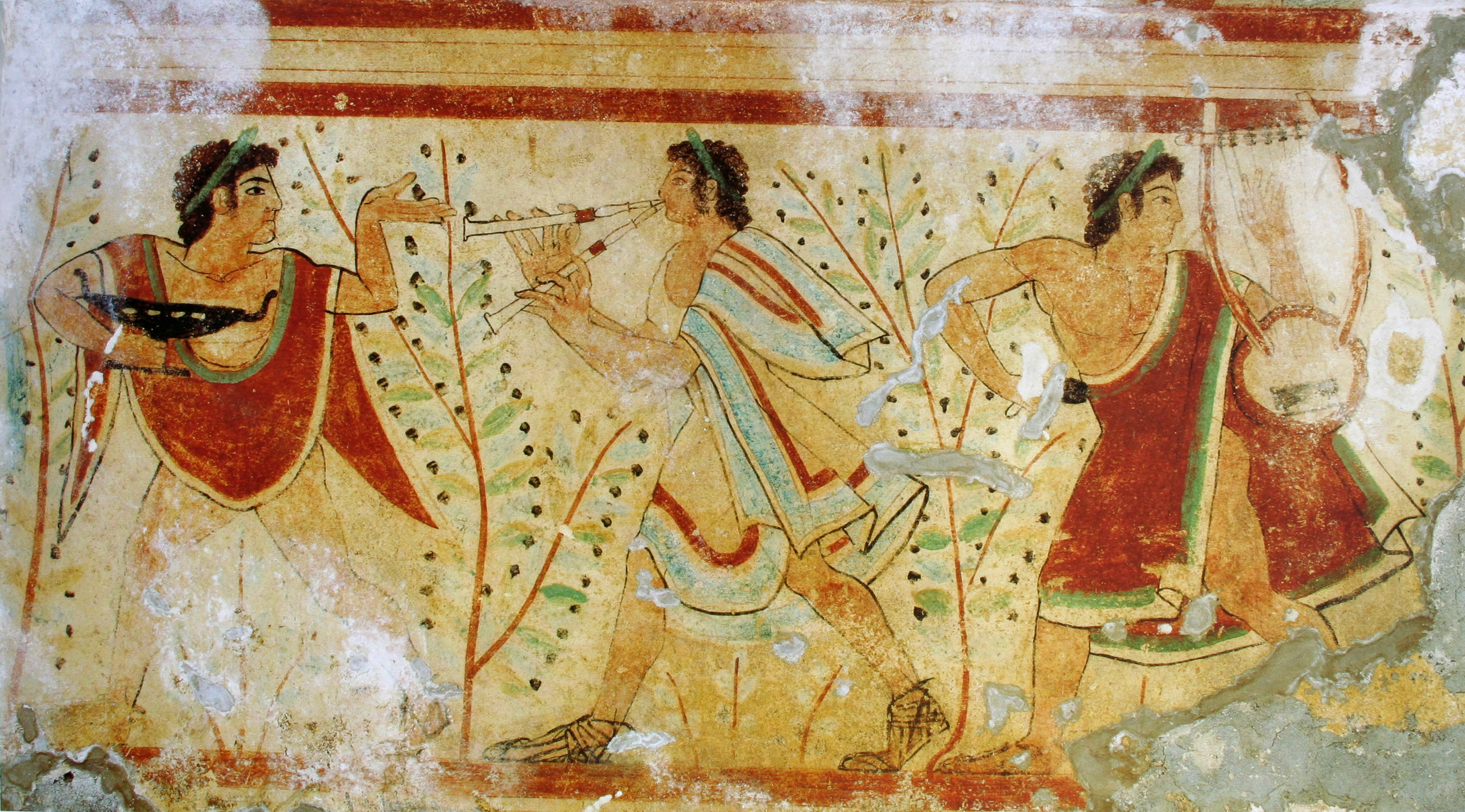
Fresco etrusco del, en la Tomba dei Leopardi de la necrópolis de Monterozzi, en Tarquinia.

Los primeros asentamientos de la revolución neolítica fueron, sin duda, llevados a cabo por la cuenca mediterránea desde Anatolia. Los grupos humanos que poblaron Italia a partir de la Edad del Hierro pertenecían principalmente a los pueblos indoeuropeos, y especialmente a los del grupo itálico (como latinos, oscos, umbros, vénetos, samnitas, sículos, sabinos, etc.), así como a poblaciones autóctonas 
preindoeuropeas (como etruscos, ligures y sicanos, entre otros) y, en menor medida, a grupos de antiguos griegos (los italiotas de la Magna Grecia) y fenicio-púnicos (en determinadas zonas de Sicilia y Cerdeña); poplaciones que en edad prerromana acabaron mezclándose a menudo entre ellas.
Los antiguos pueblos peninsulares fueron absorbidos y federados por Roma entre el siglo V a. C. y el siglo III a. C., experimentando un profundo proceso de romanización ya desde el principio de la República romana y el comienzo de la 
primera guerra púnica, constituyendo Italia el territorio metropolitano de la misma Roma y diferenciándose así de las provincias (siendo estas todos los territorios conquistados afuera de Italia) tanto durante la etapa republicana como durante el posterior Imperio romano; proceso que culminó con la adquisición de la ciudadanía romana por parte de todos los hombres libres nativos de la Italia peninsular (en el 89 a. C., gracias a la Lex Plautia Papiria) y continental (a través de la Lex Roscia, en el 49 a. C., cuando el mismo derecho de los itálicos peninsulares se concedió también a todos los habitantes libres de la Italia septentrional). Medio siglo después, en el año 7 a. C., esos nuevos romanos pasaron a constituir, gracias al emperador Augusto, una mayor unidad política (igualmente llamada Italia) articulada en once regiones que en parte han sobrevivido hasta nuestros días con las mismas denominaciones latinas que tenían en aquella época (como Umbria, Campania, Liguria, Apulia o Emilia).
Por primera vez, el espacio geográfico y antrópico de Italia coincidía con un espacio político claramente determinado, si bien integrado dentro de un organismo territorial y humano mucho más amplio: el Imperio. Posteriormente, durante el Bajo Imperio, en el año 292 d. C., con la nueva división administrativa del territporio imperial que Diocleciano llevó a cabo, la actual Italia insular (Sicilia y Cerdeña) y la isla de Córcega, entraron a formar parte de la diócesis Italiae.

### Edad Medieval y Moderna

Invasiones bárbaras en el Imperio romano.

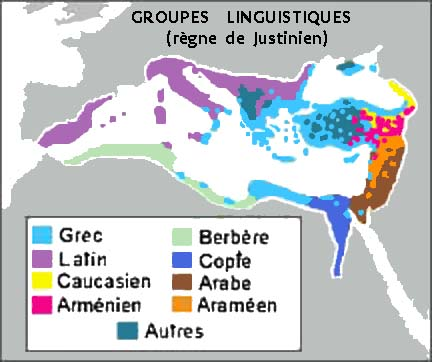
Idiomas en el Imperio romano de Oriente..

Desde la primera década del siglo V, el Imperio Romano de Occidente fue invadido por pueblos prevalentemente germánicos, que determinaron su caída (476) y causaron muerte y destrucciones en la mayor parte de la antigua Europa romana durante largo tiempo. La progresiva romanización de esos pueblos, y la fusión con el elemento autóctono de lengua y cultura latinas, les permitió constituir una serie de Estados, si bien caracterizados por un modesto nivel de desarrollo.
Esa época de larga duración es conocida como el Período de las grandes migraciones o de las invasiones bárbaras, que conllevaron para los italianos, así como para otros pueblos europeos, guerras y carestías a partir del año 401, con la primera invasión de los visigodos de Alarico seguidas, hacia el 450, por otra perpetrada por los hunos de Atila en el norte peninsular. A finales del siglo V los ostrogodos tomaron el poder en Italia y fundaron un reino que duró casi medio siglo: el Regnum Italiae (Reino ostrogodo de Italia). Entre los años 535 y 554, Justiniano, último emperador bizantino de lengua, educación y cultura latinas, logró restaurar el poder imperial en Italia. Durante la larga guerra contra los ostrogodos los soldados romano-orientales, en su mayoría de lengua griega, definían a los italianos itálicos, mientras ellos hablaban de sí como rhōmaîos (Ῥωμαῖος), o sea «romanos». Italia quedó unida, y todos los italianos se convirtieron otra vez en ciudadanos romanos (del Imperio romano-oriental), pero por poco tiempo. Quince años más tarde invadió Italia el pueblo bárbaro de los lombardos, que ocupó las instituciones políticas en la mayor parte de la península. A partir de aquel momento, y en los dos siglos siguientes, existió una Italia lombarda (la máxima parte de la Italia continental, la Toscana y todo el interior de la parte meridional peninsular) y una Italia bizantina (el Exarcado de Italia o de Rávena). La conquista lombarda (568-576) fue un acontecimiento de suma importancia para los italianos: desde aquel momento Italia perdió su unidad política, que había caracterizado más de seis siglos de su historia, y que volvió a reconquistar solo trece siglos más tarde.
Los lombardos fueron gradualmente conquistados por los francos, otro pueblo germánico, en el siglo VIII, bajo el dominio de Carlomagno, un líder de etnia germánica que buscaba incorporar y legitimar a su gente dentro de tierras en donde históricamente habían sido considerados bárbaros y extranjeros. De esta manera el territorio central y norte de Italia vino a formar parte del Imperio Carolingio hasta el siglo IX, el sur peninsular siguió en manos lombardas y bizantinas, y la isla de Sicilia fue invadida en el siglo IX por los sarracenos, los cuales fundaron un emirato isleño que perduró hasta finales del siglo XI, cuando la dinastía normanda de los Hauteville logró unificar todo el Mezzogiorno bajo un único reino. 
Este periodo de larga duración histórica, en donde transcurrieron alrededor de seis siglos, y en el que Italia fue invadida por los ostrogodos, seguidos por los lombardos y los francos (todos pueblos de etnia germánica), formó parte de un proceso de migración mucho más extenso (las invasiones bárbaras), que afectó y transformó no solo a Italia sino a la mayor parte de Europa y de la cuenca del Mediterráneo, marcando la transición entre la Edad Antigua y la Edad Media, que se conoce con el nombre de Antigüedad tardía.
Durante los primeros siglos de la Baja Edad Media empezó a utilizarse el gentilicio de «italiano», que derivaba del vocablo «itálico», gentilicio con el que eran conocidos los habitantes de Italia durante la época romana, así como los mismos romanos de la Urbe; a su vez, el nombre de «Italia», provenía de la aféresis del el antiguo término itálico en idioma osco "(v)iteliú" (vitulus en latín y vitello en italiano), con el significado de «becerro», animal sagrado de algunos pueblos prerromanos del sur peninsular. El término «itálico», que hasta la época republicana tardía designaba a todos los habitantes libres de la península que no tenían ascendencia helénica (estos últimos eran llamados italiotas), en edad imperial pasó gradualmente a designar a la totalidad de la población libre de una Italia ya totalmente latinizada.
Siempre durante la Baja Edad Media el sur de Italia fue gobernado por la dinastía normanda de los Hauteville (siglos XI-XII), por la dinastía suaba de los Hohenstaufen (siglos XII y XIII), por los
reyes Angevinos (siglos XIII-XV) y por la Corona de Aragón. En particular, el largo dominio político hispano-aragonés, que durante dos siglos y medio se ejerció en el sur peninsular, durante dos en el Milanesado, y durante un periodo todavía más largo (cuatro siglos) en la Italia insular, reforzó ulteriormente los vínculos entre Italia y España ya fuertes desde la época romana.
Esos vínculos fueron al origen de importantes intercambios económicos y, sobre todo, culturales, que favorecieron una influencia recíproca entre las dos Esperias. Hubo también flujos demográficos de españoles hacia Italia pero, aún más, de italianos en sentido contrario, comprobados por la presencia de colonias de mercaderes provenientes de Italia en algunas importantes ciudades ibéricas, como Sevilla, y de militares, burócratas y prelados españoles en el Ducado de Milán y los reinos de Nápoles, Sicilia y Cerdeña. A falta de estadísticas fiables no podemos determinar las dimensiones de esos flujos específicos, que probablemente, en el caso de los españoles, fueron insignificantes. Sabemos, por lo que se refiere a los militares, que Madrid «...no favorecía los matrimonios de soldados españoles con mujeres locales, porque temía un aumento de gastos». A pesar de todo, hubo matrimonios de españoles en Italia (pero mucho mayor fue, en los mismos años, la presencia de italianos en España, entre arquitectos, músicos, literatos, militares, comerciantes, marinos, religiosos, pintores, políticos y un sinfín de otras categorías profesionales provenientes de los distintos Estados italianos, y que en muchas ocasiones recubrieron encargos importantes para la Monarquía Hispánica en diferentes momentos históricos), «... pero al fin los pocos españoles que se casaron con italianas fueron absorbidos por una masa humana mucho más densa».
En Italia existe un reducido número de apellidos hispánicos y de apellidos italianos relacionados con gentilicios ibéricos (Spagnolo/i, Catalano/i, Castigliano/i, etc.), cuya difusión es pero muy limitada, e incluso inferior, entre los apellidos de origen extranjero o de etimologías relacionadas con lugares extranjeros, a la que tienen los ya pocos apellidos franceses o relacionados con gentilicios franceses (Provenzale, Provenzano, Parigi, etc), alemanes (Tedesco/Tedeschi, Germano/i, Alemanno, etc.), o albaneses (Albanese/i), y muy inferior, por número y difusión, a los apellidos italianos de etimología griega o relacionados con Grecia (Greco, Grieco y la mayoría de los que terminan en "iti"), bastante comunes en ciertas zonas del país, o a los apellidos de origen italiano presentes en España. Algunos apellidos italianos de etimología árabe (Miccichè, Saccà, Taibbi, Cuffaro, etc.) se pueden encontrar en Sicilia, en algunas zonas de la cercana región de Calabria y, esporádicamente, en el resto de Italia. En Cerdeña hay apellidos que tienen su propia etimología lingüística, mientras que, entre la minoría étnica del Alto Adigio son, en su mayoría, apellidos de origen alemán.

## Sociedad y cultura
Históricamente, desde el Medioevo, los italianos se han identificado más con su ciudad y región que con el Estado italiano, unificado recién entre 1861 y 1870. Esto sigue siendo parcialmente evidente en la cultura italiana de hoy, pese a que la lengua italiana, en muchos casos, reemplazó en la comunicación informal —y no solo en la administración, la literatura y los estudios superiores, como pasaba en los antiguos Estados italianos preunitarios, sino también en el hablado diario— gracias a la mayor alfabetización popular en el último siglo y medio, a los numerosos dialectos y lenguas regionales. El proceso de industrialización y modernización de Italia, acaecido en los últimos setenta años (a partir de la segunda mitad de la década de 1950), ha creado una sociedad uniformizada y altamente desarrollada en todos sus sectores socioeconómicos: una eficiente red de autopistas, aeropuertos y ferrocarriles normales y de alta velocidad unifican —también socialmente y culturalmente— toda Italia, desde los Alpes hasta Sicilia.
La religión predominante entre los italianos de todo el mundo es el catolicismo. La población italoestadounidense es famosa por sus festivales religiosos y procesiones en las calles de grandes ciudades como Nueva York. Además, la gastronomía italiana es de las más reconocidas internacionalmente; la calidad de sus productos regionales, especialmente quesos, vinos y fiambres, va unido a la inventiva de sus recetas, sobre todo las de las pastas con sus diversas salsas y la pizza. Hay también una inmensa variedad de platos de carne, pescado, ensaladas y dulces.
A lo largo de la historia los itálicos han contribuido exhaustivamente al desarrollo de la humanidad. La civilización romana fue la más avanzada de su época por mucho tiempo, y las bases del derecho actual y de la administración política fueron sentadas en aquel tiempo. Posteriormente, Italia ha producido innumerables músicos (Giuseppe Verdi, Antonio Vivaldi, Vincenzo Bellini, Gioacchino Rossini, Giacomo Puccini, Domenico Cimarosa, Giovanni Battista Pergolesi, Alessandro Scarlatti, Antonio Stradivari, Niccolò Paganini, Ennio Morricone, Ludovico Einaudi, etc.), pintores y escultores (Giotto, Miguel Ángel, Rafael Sanzio, Donatello, Caravaggio, Tiziano, Perugino, Antonello da Messina, Cellini, Borromini, Antonio Canova, Sandro Botticelli, Tintoretto, Giuseppe Sanmartino, Modigliani, etc.), arquitectos (Andrea Palladio, Filippo Brunelleschi, Domenico Fontana, Filippo Juvara, Donato Bramante, Gian Lorenzo Bernini, Leon Battista Alberti, Renzo Piano, Massimiliano Fuksas, etc.), científicos e inventores (Galileo Galilei, Giordano Bruno, Evangelista Torricelli, Leonardo Fibonacci, Alessandro Volta, Giuseppe Lagrangia, Eugenio Barsanti, Guglielmo Marconi, Enrico Fermi, Ettore Majorana, Antonio Meucci, Giulio Natta, Federico Faggin, etc.), escritores y poetas (Dante Alighieri, Francesco Petrarca, Giovanni Boccaccio, Giacomo da Lentini, Ludovico Ariosto, Salvatore Quasimodo, Alessandro Manzoni, Giacomo Leopardi, Giovanni Verga, Ugo Foscolo, Eugenio Montale, Giambattista Basile, Giosuè Carducci, Grazia Deledda, Carlo Collodi, Edmondo De Amicis, Italo Calvino, Luigi Pirandello, Giosuè Carducci, Umberto Eco, Dario Fo, etc.), y filósofos (Tommaso Campanella, Tomás de Aquino, Bernardino Telesio, Torquato Tasso, Nicolás Maquiavelo, Maria Montessori, Gabriele D'Annunzio, Benedetto Croce, Pier Paolo Pasolini, etc.), entre muchas otras personalidades y en innumerables otras categorías disciplinares.
El Renacimiento se originó en Italia y fue allí donde tuvo su apogeo, siendo Leonardo Da Vinci su figura más extraordinaria. Durante este periodo aparecieron también los primeros pensamientos científicos sobre economía, así como el sistema contable, a cargo de Luca Pacioli.

## Emigración italiana

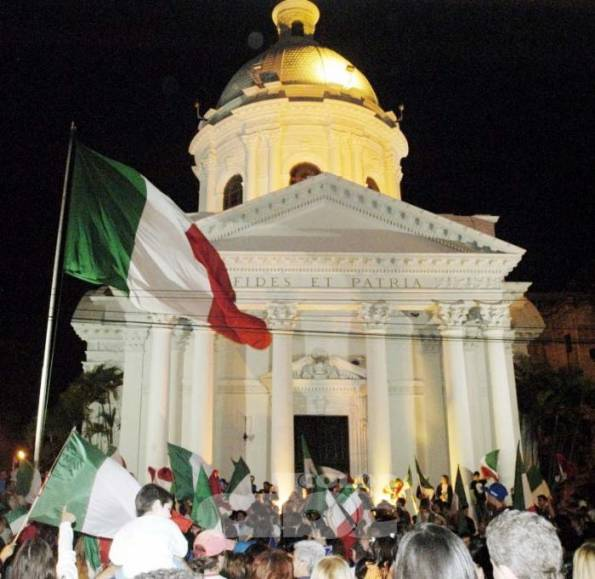
Comunidad italiana en Paraguay, frente al Panteón de los Héroes en Asunción.

Entre los países industrializados, Italia es el que históricamente ha dado la mayor contribución a los flujos migratorios internacionales con casi 30 millones de expatriados desde la Unidad de Italia hasta hoy, de los cuales 14 millones han emigrado en el período entre 1876-1915. El despegue económico de 1896-1908, a lo largo del cual el Pil ha conocido un crecimiento anual del 6,7%, también ha sido insuficiente para hacerse cargo de los campesinos expulsados del campo. En 1913 emigraron poco menos de 900 mil italianos, una verdadera emigración en masa. En Argentina, a principios del siglo pasado, fueron un número de gran consideración junto con los españoles y alemanes. No sólo representan el mayor número de migrantes, sino que a la fecha los italianos se establecen como el grupo étnico/cultural dominante. En Brasil, otra importante desembocadura histórica para los emigrados italianos, el 44% de los vecinos de São Paulo tiene algún origen italiano. Fondazione Migrantes

En Italia, el lugar de procedencia de los italianos, existen actualmente 60,3 millones de habitantes. Sin embargo, un número importante de italianos emigraron durante los siglos XIX y XX a distintos países del mundo debido a problemas políticos, económicos y sociales.
De esta forma podemos encontrar en América grandes asentamientos de descendientes de italianos en naciones tales como Brasil, Argentina y Estados Unidos. De acuerdo con el Departamento del Interior y Ordenación del Territorio de Italia: en Brasil, Argentina y los Estados Unidos existen 22 753 000, 15 880 000, y 15 502 248 de descendientes en algún grado de italianos respectivamente. De igual manera existen diversas fuentes que afirman que los descendientes de italianos en Brasil y Argentina serían cercanos a los 30 millones y 25 millones respectivamente.
En el caso de Europa también se encuentran importantes asentamientos de italianos e italodescendientes en Francia, Alemania, Suiza, Bélgica, Reino Unido y hasta Crimea; debido a las causas anteriormente señaladas e incluyendo el factor de cercanía. Por su parte, en Oceanía destaca el asentamiento en Australia, donde existen, según el censo de población de 2006 realizado por la Oficina Australiana de Estadísticas, 916 100 descendientes de italianos.
Se calcula que (incluidos los 56 millones de italianos de Italia) más de 155 millones de personas en el mundo actualmente tienen origen italiano en modo parcial o total, o sea son descendientes de la emigración italiana iniciada con el descubrimiento de América. Esto hace de los italianos el cuarto grupo étnico más grande por población en el mundo.

El Departamento del Interior y Ordenación del Territorio de Italia (en italiano: Dipartimento per gli Affari Interni e Territoriali) se encarga además de llevar a cabo el registro de personas con nacionalidad italiana residentes fuera de Italia. Es así como, en 2008, se contabilizaron 4 106 640 personas con nacionalidad italiana residentes fuera de Italia, repartidos principalmente entre Europa y América. Los países con mayor cantidad de personas con nacionalidad italiana fuera de Italia son:

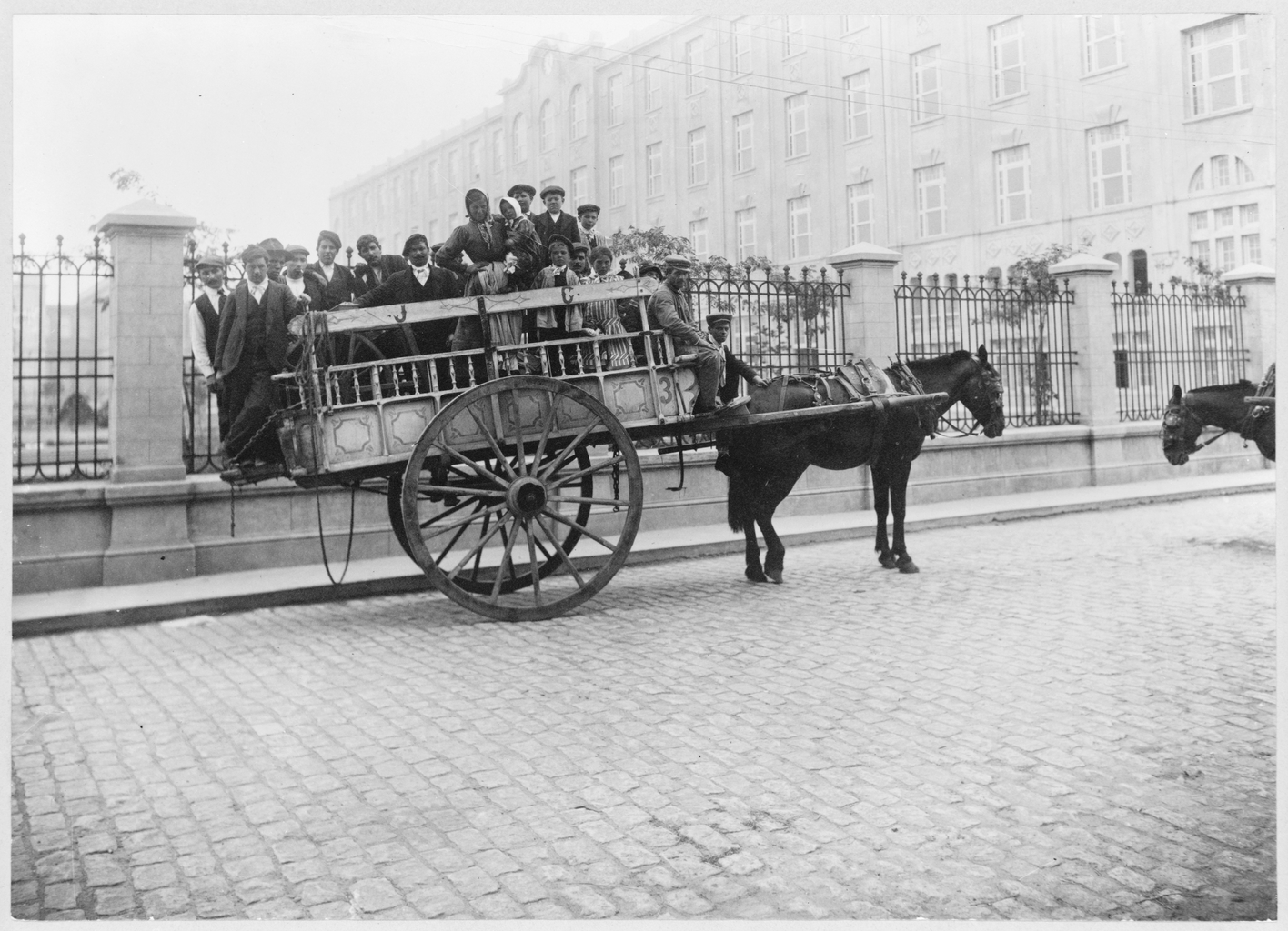
Carreta con inmigrantes italianos en Buenos Aires. Fotografía de Frank George Carpenter.

| Personas con nacionalidad italiana por país *                                                   | Personas con nacionalidad italiana por país * | Personas con nacionalidad italiana por país * | Personas con nacionalidad italiana por país * | Personas con nacionalidad italiana por país * | Personas con nacionalidad italiana por país * | Personas con nacionalidad italiana por país * | Personas con nacionalidad italiana por país * | Personas con nacionalidad italiana por país * | Personas con nacionalidad italiana por país * | Personas con nacionalidad italiana por país * |
| País                                                                                            | Personas con nacionalidad italiana            |                                               |                                               |                                               |                                               |                                               |                                               |                                               |                                               |                                               |
| ----------------------------------------------------------------------------------------------- | --------------------------------------------- | --------------------------------------------- | --------------------------------------------- | --------------------------------------------- | --------------------------------------------- | --------------------------------------------- | --------------------------------------------- | --------------------------------------------- | --------------------------------------------- | --------------------------------------------- |
| Argentina                                                                                       | 691 481                                       |                                               |                                               |                                               |                                               |                                               |                                               |                                               |                                               |                                               |
| Alemania                                                                                        | 651 852                                       |                                               |                                               |                                               |                                               |                                               |                                               |                                               |                                               |                                               |
| Suiza                                                                                           | 558 545                                       |                                               |                                               |                                               |                                               |                                               |                                               |                                               |                                               |                                               |
| Francia                                                                                         | 373 145                                       |                                               |                                               |                                               |                                               |                                               |                                               |                                               |                                               |                                               |
| Brasil                                                                                          | 316 699                                       |                                               |                                               |                                               |                                               |                                               |                                               |                                               |                                               |                                               |
| Bélgica                                                                                         | 254 742                                       |                                               |                                               |                                               |                                               |                                               |                                               |                                               |                                               |                                               |
| Estados Unidos                                                                                  | 223 429                                       |                                               |                                               |                                               |                                               |                                               |                                               |                                               |                                               |                                               |
| Reino Unido                                                                                     | 210 690                                       |                                               |                                               |                                               |                                               |                                               |                                               |                                               |                                               |                                               |
| Canadá                                                                                          | 137 045                                       |                                               |                                               |                                               |                                               |                                               |                                               |                                               |                                               |                                               |
| Australia                                                                                       | 133 123                                       |                                               |                                               |                                               |                                               |                                               |                                               |                                               |                                               |                                               |
| España                                                                                          | 124 013                                       |                                               |                                               |                                               |                                               |                                               |                                               |                                               |                                               |                                               |
| Venezuela                                                                                       | 116 329                                       |                                               |                                               |                                               |                                               |                                               |                                               |                                               |                                               |                                               |
| Uruguay                                                                                         | 90 603                                        |                                               |                                               |                                               |                                               |                                               |                                               |                                               |                                               |                                               |
| Chile                                                                                           | 52 006                                        |                                               |                                               |                                               |                                               |                                               |                                               |                                               |                                               |                                               |
| Países Bajos                                                                                    | 35 715                                        |                                               |                                               |                                               |                                               |                                               |                                               |                                               |                                               |                                               |
| Colombia                                                                                        | 35 000                                        |                                               |                                               |                                               |                                               |                                               |                                               |                                               |                                               |                                               |
| Sudáfrica                                                                                       | 31 734                                        |                                               |                                               |                                               |                                               |                                               |                                               |                                               |                                               |                                               |
| Perú                                                                                            | 30 513                                        |                                               |                                               |                                               |                                               |                                               |                                               |                                               |                                               |                                               |
| ()*: Esta lista sólo incorpora a personas con nacionalidad italiana residentes fuera de Italia. |                                               |                                               |                                               |                                               |                                               |                                               |                                               |                                               |                                               |                                               |